# Antico Caffè Greco
L'Antico Caffè Greco si trova a Roma in via dei Condotti al civico 86. È un caffè storico della città, fondato nel 1760, e deve il suo nome al fatto che il fondatore, un certo Nicola della Maddalena, fosse italo-levantino.
Oltre all'origine storica, il caffè è celebre per i molti frequentatori famosi avuti nel corso degli anni; è stato per molto tempo, e in parte lo è tuttora, un ritrovo di intellettuali e goliardi. Vi si riunisce, ogni primo mercoledì del mese, il "Gruppo dei Romanisti", antico cenacolo di studiosi e accademici cultori in particolare della città di Roma. Dal 1940 i loro lavori sono raccolti nel volume Strenna dei Romanisti, pubblicato ogni anno in occasione del Natale dell'Urbe (21 aprile).
L'Antico Caffè Greco di Roma, con oltre 300 opere esposte nelle sale, è la più grande galleria d'arte privata aperta al pubblico esistente al mondo.
In una sala del caffè, la "Sala Rossa", è stata scattata la foto che compare come copertina del 45 giri di Mia Martini Minuetto/Tu sei così, pubblicato nel 1973.
L'Antico Caffè Greco di Roma fa parte dell'associazione Locali storici d'Italia. Nel corso del 2025 è stato chiuso temporaneamente dalla proprietà, l'Ospedale Israelitico di Roma .

## Storia

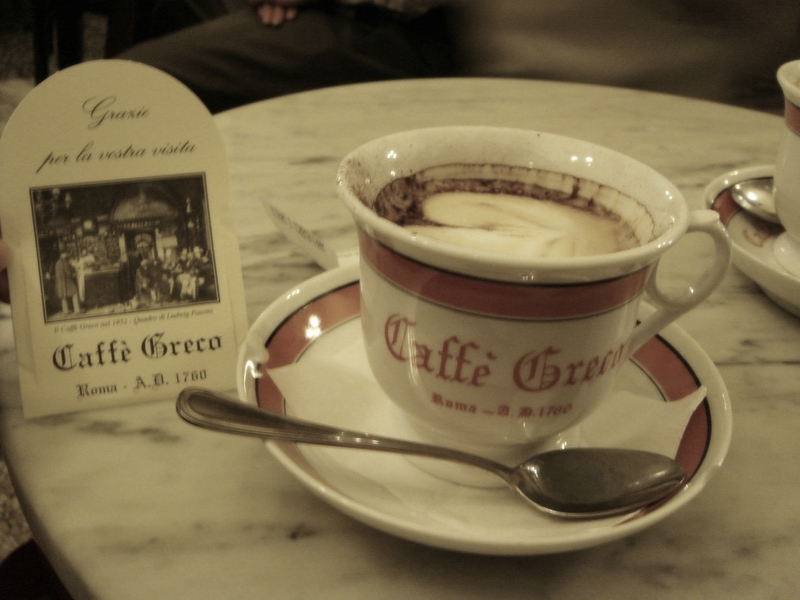
Un tavolino del Caffè

Le prime notizie sul Caffè Greco sono ravvisabili nello Stato delle Anime del 1760 nel quale risulta gestore e forse anche proprietario un "Nicola di Madalena caffettiere", dato che trova riscontro anche in un documento proveniente dalla parrocchia di San Lorenzo in Lucina e conservato presso l'Archivio del Vicariato. La prima sicura testimonianza sul Caffè Greco viene attribuita a Pierre Prud'hon, che ne fa menzione in una sua lettera all'amico Jean Raphaël Fauconnier, citata da Cesare Pascarella.
All'inizio del XIX secolo il Caffè Greco divenne il ritrovo preferito di artisti e intellettuali tedeschi che si trovavano a operare in Italia. A documentazione del fatto, vi sono tra gli altri gli schizzi e ritratti a matita eseguiti da Carl Philipp Fohr in preparazione di un quadro mai realizzato a causa della morte dell'artista, annegato nel Tevere. Gli schizzi, conservati a Heidelberg e a Francoforte, sono ambientati nel Caffè Greco e raffigurano tra gli altri il pittore tirolese Joseph Anton Koch, il poeta Friedrich Rückert, Theodor Rehbenitz (1791–1861), Peter von Cornelius, Friedrich Overbeck che gioca a scacchi con Philipp Veit, e J.N. Schaller. Altri frequentatori erano il filosofo Schopenhauer ed Ernst Theodor Hoffmann.
Da allora, il Caffè divenne in generale un punto di incontro per personalità intellettuali e politiche: Gioacchino Pecci, futuro papa Leone XIII, fu un assiduo frequentatore del Caffè, così come lo fu Silvio Pellico.
Nella sala Omnibus del Caffè Greco sono esposti i medaglioni, le placchette in gesso e le miniature raffiguranti gli artisti, poeti, musicisti, che nel corso degli anni hanno frequentato il locale.
Il locale che ospita il Caffè, attività protetta dai Beni Culturali e riconosciuta come bene culturale di interesse particolarmente importante, è attualmente proprietà dell'Ospedale Israelitico. Quest'ultimo ha intentato causa di sfratto per terminata locazione.

## Elenco degli avventori famosi
- Władysław Anders, generale polacco e britannico [12]
- Hans Christian Andersen
- James Anderson, pittore e fotografo
- Diego Angeli
- Guillaume Apollinaire
- Charles Baudelaire, poeta
- Afro Basaldella, pittore
- Mirko Basaldella, pittore e scultore
- Hector Berlioz, musicista
- Henry Beyle[13]
- Buffalo Bill
- Georges Bizet, musicista
- Paul Bourget, scrittore
- Johannes Brahms
- Vitaliano Brancati
- George Gordon Byron
- Ippolito Caffi, pittore
- Vincenzo Camuccini, pittore
- Giacomo Caneva, fotografo
- Antonio Canova, scultore
- Vincenzo Cardarelli
- Onorato Carlandi
- Giacomo Casanova
- Giuseppe Cellini, pittore
- Enrico Coleman
- James Fenimore Cooper
- Jean-Baptiste Camille Corot, pittore
- Gabriele D'Annunzio
- Massimo d'Azeglio
- François-René de Chateaubriand
- Giorgio de Chirico, pittore
- Libero de Libero
- Hippolyte Delaroche
- Pericle Fazzini
- Ennio Flaiano
- Frédéric Flachéron, fotografo
- Marià Fortuny i Marsal, pittore
- Ennio Francia
- Aleksander Gierymski, pittore [12]
- Maksymialian Gierymski, pittore [12]
- Johann Wolfgang von Goethe
- Nikolaj Vasil'evič Gogol'
- Edvard Grieg, musicista
- Amélie Guillot-Saguez, fotografa
- Renato Guttuso (che ha ritratto il Caffè Greco in uno dei suoi più celebri dipinti)
- Gemma Hartmann
- Nathaniel Hawthorne
- Ernst Theodor Amadeus Hoffmann
- Henrik Ibsen
- Jean-Auguste-Dominique Ingres, pittore
- Henry James
- James Joyce
- Angelika Kauffmann, pittrice
- John Keats
- Giacomo Leopardi
- Carlo Levi
- Ludovico II di Baviera
- Mario Luzi
- Mario Mafai, pittore
- Antonio Mancini, pittore
- Thomas Mann
- Jan Matejko, pittore
- Herman Melville
- Felix Mendelssohn, musicista
- Ernst Meyer, pittore
- Adam Mickiewicz, poeta [12]
- Czesław Miłosz, poeta
- Alessandro Morani, pittore
- Elsa Morante
- Alberto Moravia
- Francesco Nicolosi
- Friedrich Nietzsche
- Cyprian Kamil Norwid, poeta, disegnatore [12]
- Friedrich Overbeck, pittore
- Lea Padovani
- Aldo Palazzeschi
- Cesare Pascarella
- Pier Paolo Pasolini
- Andrea Pazienza
- Silvio Pellico
- Giuseppe Prezzolini
- Franz Liszt, musicista[13]
- Cardinale Gioacchino Pecci, futuro papa Leone XIII
- Sandro Penna
- Goffredo Petrassi, musicista
- Władysław Reymont, scrittore
- Alfredo Ricci, pittore
- Gioachino Rossini, musicista
- Giulio Aristide Sartorio, pittore
- Arthur Schopenhauer
- Giovanni Sgambati, musicista
- Percy Bysshe Shelley
- Henryk Siemiradzki, pittore
- Henryk Sienkiewicz, scrittore [12]
- Juliusz Słowacki, poeta [12]
- Mario Soldati
- Stendhal
- Hippolyte Taine
- Orfeo Tamburi
- William Makepeace Thackeray
- Bertel Thorvaldsen, scultore
- Toro Seduto, condottiero nativo americano
- Arturo Toscanini, musicista
- Ivan Sergeevič Turgenev
- Mark Twain
- Giuseppe Ungaretti
- Renzo Vespignani, pittore
- Richard Wagner, musicista
- Orson Welles
- María Zambrano, filosofa
- Krzysztof Zanussi, regista